# Michael Baxandall
Michael David Kighley Baxandall (Cardiff, 18 de agosto de 1933 – Londres, 12 de agosto de 2008) foi um historiador de arte britânico e professor emérito de História da Arte na Universidade da Califórnia, Berkeley. Lecionou no Warburg Institute, University of London, e trabalhou como curador no Victoria and Albert Museum. Seu livro Painting and Experience in Fifteenth-Century Italy foi profundamente influente na história social da arte e é (2018) amplamente utilizado como livro didático em cursos universitários.

## Publicações
- Giotto and the Orators. Humanist observers of painting in Italy and the discovery of pictorial composition 1350-1450, (1971), Oxford University Press.
- Painting and Experience in 15th century Italy, (1972), (Oxford University Press).
- The Limewood Sculptors of Renaissance Germany, (1980), (Yale University Press) (brochurak 1982).
- Patterns of Intention: On the Historical Explanation of Pictures, (1985).
- Tiepolo and the Pictorial Intelligence, (com Svetlana Alpers), (1994).
- Shadows and Enlightenment (1995).
- Words for Pictures, (2003).
- Pictures for words, (2004) (publicado sob pseudônimo).
- Episodes, (2010), (Frances Lincoln Publishers Ltd).